# Leslie Grossman
Pour les articles homonymes, voir Leslie et Grossman.
Leslie Grossman, née le 25 octobre 1971 à Los Angeles, est une actrice américaine.
Elle est principalement connue à la télévision, notamment pour avoir joué un grand nombre de rôles en tant qu'invitée mais aussi grâce à la série télévisée comique Popular (1999-2001), la sitcom Ce que j'aime chez toi (2003-2006), et pour avoir joué dans la série d'anthologie horrifique American Horror Story (depuis 2017).

## Filmographie

### Cinéma

#### Longs métrages
- 1998 : Sexe et autres complications de Don Roos : l'étudiante
- 1998 : Big Party de Harry Elfont et Deborah Kaplan : la fille prête à faire du Sex's Friend
- 2005 : Miss FBI : Divinement armée de John Pasquin : Pam
- 2006 : Courir avec des ciseaux de Ryan Murphy : Sue
- 2007 : Itty Bitty Titty Committee de Jamie Babbit : Maude
- 2009 : Spring Breakdown de Ryan Shikari : Hooker

### Télévision

#### Téléfilms
- 2007 : What News? de Bruce McCoy et Todd Milliner : Misti Lake
- 2007 : Up All Night de Scott Silveri : Erika
- 2015 : Good Session de John Hamburg : Karen Misher

#### Séries télévisées
- 1998 : Guys Like Us : Amy (1 épisode)
- 1999 - 2001 : Popular : Mary Cherry (43 épisodes)
- 2000 : Girl Band : Mindy (pilote non retenu)
- 2002 : Any Day Now (en) : Mildred Harrison (1 épisode)
- 2002 : Charmed : l'assistante de Phoebe (saison 4, épisode 22)
- 2003 : CSI: Crime Scene Investigation : Wendy Orr (1 épisode)
- 2003 - 2006 : Ce que j'aime chez toi : Lauren (66 épisodes)
- 2003 - 2008 : Nip/Tuck : Bliss Berger (3 épisodes)
- 2006 : The Jake Effect : Kimmy Ponder (7 épisodes)
- 2006 : Help Me Help You : Kendra (1 épisode)
- 2007 : Notes from the Underbelly (série télévisée) : Deena (1 épisode)
- 2008 : Grey's Anatomy : Lauren Hammer (1 épisode)
- 2009 : Trust Me : Julie Finn (1 épisode)
- 2009 : In the Motherhood : Maggie (2 épisodes)
- 2009 - 2010 : 10 Things I Hate About You : Darlene Tharp (6 épisodes)
- 2010 : The Gentlemen's League : Leslie (pilote pour DirectTV)
- 2010 : Dexter : Laurel Mendell (1 épisode)
- 2011 : Hot in Cleveland : Elise (1 épisode)
- 2011 : Outsourced : Marcy Donovan (1 épisode)
- 2011 : Better with You : Francine (1 épisode)
- 2011 : Melissa & Joey : Emily (1 épisode)
- 2011 : Drop Dead Diva : Kristin Mulraney (1 épisode)
- 2011 - 2013 : I Hate My Teenage Daughter : Laura (2 épisodes)
- 2012 : The New Normal : Melissa (1 épisode)
- 2012 : Scandal : Lisa  (3 épisodes)
- 2012 : The Neighbors : Liz (1 épisode)
- 2012 : Ben and Kate : Nan (1 épisode)
- 2013 : Whitney : Michelle (1 épisode)
- 2013 : Stevie TV : Kimmie (1 épisode)
- 2013 : Major Crimes : Claire Hunter (1 épisode)
- 2013 : We Are Men : Denise (1 épisode)
- 2013 : Paging Dr. Freed : Mimi (pilote pour USA Network)
- 2014 : Sean Saves the World  : Susan (1 épisode)
- 2014 : Modern Family : Katie (1 épisode)
- 2015 : 2 Broke Girls : Amy (1 épisode)
- 2015 : Nicky, Ricky, Dicky et Dawn : Robin (2 épisodes)
- 2016 : Grandfathered : Leslie (1 épisode)
- 2016 : The Soul Man : Megan (1 épisode)
- 2016 : Faking It : Diane  (2 épisodes)
- 2016 : Docteur La Peluche : Riley Rhino  (1 épisode)
- 2017 : Love : Liz (1 épisode)
- 2017 : Speechless : Heather (1 épisode)
- 2017 : Girlfriends' Guide to Divorce : Rabbi Stacy (1 épisode)
- 2017 : American Horror Story : Cult : Meadow Wilton / Patricia Krenwinkel (6 épisodes)
- 2017 - 2018 : The Good Place : Donna Shellstrop (3 épisodes)
- 2018 : Black-ish : Gwen (1 épisode)
- 2018 : American Horror Story : Apocalypse : Coco St.Pierre Vanderbilt (8 épisodes)
- 2018 : La Fête à la maison : 20 ans après : Dr. Lesley Miller (1 épisode)
- 2019 : Shrill : Tyra (2 épisodes)
- 2019 : Goliath : Rochelle Purple (saison 3, épisodes 6, 7 et 8)
- 2019 : American Horror Story : 1984 : Margaret Booth (8 épisodes)
- 2021 : Love, Victor : Georgina Meriwether
- 2021 : American Horror Story : Double Feature : Ursula Khan (première partie - 5 épisodes) / Calico (deuxième partie - 3 épisodes)
- 2022 : American Horror Story: NYC : Barbara Read (7 épisodes)
- 2023 : American Horror Story: Delicate : Ashleigh (3 épisodes)
- 2024 : Monstre : The Lyle and Erik Menéndez Story : Judalon Smyth
- 2024 : Nobody Wants This : la rabbine Shira (1 épisode)